# Lucrecia (schip, 1928)
De Lucrecia was een Nederlands stoomschiptanker van 2.584 ton die in de Tweede Wereldoorlog door een Duitse onderzeeboot tot zinken werd gebracht.

## Geschiedenis
De Lucrecia werd in 1928 afgewerkt door Cantiere Federale per Construzione Navale Triestino in het Italiaanse Monfalcone. De eigenaar was de Curaçaosche Scheepvaart Mij. in Emmastad (Julianadorp), met als thuishaven Willemstad, Nederlandse Antillen. Ze voer op 13 juni 1940 op de konvooiroute vanuit Aruba naar Falmouth, Cornwall, Engeland. Haar lading bestond uit stookolie.
De Lucrecia werd op 7 juli 1940 tot zinken gebracht door de U-34, onder commando van Wilhelm Rollmann, op positie 49°50' N. en 08°07' W. Het aantal bemanningsleden aan boord van de Lucrecia was niet bekend maar er vielen wel twee doden en een aantal overlevenden konden zich vanaf het zinkende tankschip redden in de reddingssloepen. Het verlies van de Lucrecia gebeurde omstreeks 07.14 uur op 7 juli 1940. De geëscorteerde Lucrecia, met kapitein C. Smith als gezagvoerder, werd getorpedeerd door de U-34 op 100 zeemijl ten westen van Land's End en brak in tweeën door de torpedoinslagen. Gelukkig ontplofte of brandde het tankschip niet, maar kapitein C. Smith verloor hierbij het leven en een overlevende overleed later aan zijn verwondingen. De overlevenden werden opgepikt door het Portugese stoomvrachtschip Alfarrarede.